# المجمرة (كوكبة)
كوكبة المِجْمَرَة أو المِذْبَح أو المُرِيح (بالإنجليزية: The Altar)‏؛ وتدعى باللاتينية: Ara، هي كوكبة تظهر في نصف الكرة الأرضية الجنوبي بدءًا من خط العرض 22 درجة جنوب خط الاستواء، وتنتهي في نصف الكرة الأرضية الشمالي عند خط العرض 43 درجة شمال خط الاستواء؛ وذلك في الفترة الممتدة من شهر تشرين الثاني/نوفمبر إلى شهر كانون الثاني/يناير.
من المجرات النجمية الموجودة في كوكبة المجمرة: NGC 6221.
وأما التجمعات النجمية: NGC 6193، NGC 6200، NGC 6204، NGC 6208، NGC 6250.
وأما أهم النجوم الموجودة في كوكبة المجمرة فهي: ألفا المجمرة، وبيتا المجمرة، وغاما المجمرة، وإبسلون المجمرة، وزيتا المجمرة.